# Allenjoie
Allenjoie és un municipi francès situat al departament del Doubs i a la regió de Borgonya - Franc Comtat. L'any 2007 tenia 682 habitants.

## Demografia

### Població
El 2007 la població de fet d'Allenjoie era de 682 persones. Hi havia 263 famílies de les quals 56 eren unipersonals (26 homes vivint sols i 30 dones vivint soles), 81 parelles sense fills, 96 parelles amb fills i 30 famílies monoparentals amb fills.
La població ha evolucionat segons el següent gràfic:
Habitants censats

### Habitatges
El 2007 hi havia 274 habitatges, 262 eren l'habitatge principal de la família, 1 era una segona residència i 12 estaven desocupats. 257 eren cases i 17 eren apartaments. Dels 262 habitatges principals, 229 estaven ocupats pels seus propietaris, 22 estaven llogats i ocupats pels llogaters i 11 estaven cedits a títol gratuït; 4 tenien una cambra, 6 en tenien dues, 22 en tenien tres, 70 en tenien quatre i 160 en tenien cinc o més. 226 habitatges disposaven pel capbaix d'una plaça de pàrquing. A 112 habitatges hi havia un automòbil i a 136 n'hi havia dos o més.

### Piràmide de població
La piràmide de població per edats i sexe el 2009 era:
| Homes | Edats   | Dones |
| ----- | ------- | ----- |
| 0     | 95 o +  | 0     |
| 0     | 90 a 94 | 4     |
| 0     | 85 a 89 | 8     |
| 0     | 80 a 84 | 0     |
| 0     | 75 a 79 | 8     |
| 16    | 70 a 74 | 16    |
| 20    | 65 a 69 | 20    |
| 36    | 60 a 64 | 36    |
| 8     | 55 a 59 | 16    |
| 16    | 50 a 54 | 20    |
| 16    | 45 a 49 | 12    |
| 24    | 40 a 44 | 16    |
| 32    | 35 a 39 | 28    |
| 40    | 30 a 34 | 32    |
| 4     | 25 a 29 | 8     |
| 4     | 20 a 24 | 8     |
| 4     | 15 a 19 | 16    |
| 16    | 10 a 14 | 16    |
| 32    | 5 a 9   | 20    |
| 28    | 0 a 4   | 28    |

## Economia
El 2007 la població en edat de treballar era de 398 persones, 298 eren actives i 100 eren inactives. De les 298 persones actives 274 estaven ocupades (148 homes i 126 dones) i 24 estaven aturades (10 homes i 14 dones). De les 100 persones inactives 34 estaven jubilades, 38 estaven estudiant i 28 estaven classificades com a «altres inactius».

### Ingressos
El 2009 a Allenjoie hi havia 280 unitats fiscals que integraven 756 persones, la mediana anual d'ingressos fiscals per persona era de 19.387 €.

### Activitats econòmiques
Dels 15 establiments que hi havia el 2007, 1 era d'una empresa de fabricació d'altres productes industrials, 5 d'empreses de construcció, 4 d'empreses de comerç i reparació d'automòbils, 1 d'una empresa de transport, 1 d'una empresa d'hostatgeria i restauració, 1 d'una empresa financera, 1 d'una empresa de serveis i 1 d'una entitat de l'administració pública.
Dels 5 establiments de servei als particulars que hi havia el 2009, 1 era un paleta, 2 lampisteries, 1 electricista i 1 empresa de construcció.
L'any 2000 a Allenjoie hi havia 12 explotacions agrícoles que ocupaven un total de 504 hectàrees.

## Poblacions més properes
El següent diagrama mostra les poblacions més properes.